# San Martino di Lupari 2015-2016
Questa voce raccoglie le informazioni riguardanti l'A.S.D. San Martino di Lupari nelle competizioni ufficiali della stagione 2015-2016.

## Stagione
La stagione 2015-2016 della Fila San Martino Di Lupari è la terza consecutiva che disputa in Serie A1 femminile.
Confermato l'allenatore Gianluca Abignente, come vice è stato assunto Juan Pernias Escrig al posto di Alberto Antonello.

## Verdetti stagionali
Competizioni nazionali
- Serie A1:

stagione regolare: 5º posto su 14 squadre (14-12);
play-off: quarti di finale persi contro Venezia (0-2).

## Roster
|    | Naz.                   | Ruolo | Sportivo            | Anno | Alt. |  |  |
| -- | ---------------------- | ----- | ------------------- | ---- | ---- |  |  |
| 4  | Italia (bandiera)      | A     | Marcella Filippi    | 1985 | 186  |  |  |
| 5  | Italia (bandiera)      | A     | Silvia Favento      | 1985 | 185  |  |  |
| 6  | Italia (bandiera)      | P     | Monica Tonello      | 1988 | 165  |  |  |
| 7  | Italia (bandiera)      | PG    | Claudia Amabiglia   | 1998 | 168  |  |  |
| 9  | Italia (bandiera)      | GA    | Martina Fassina     | 1999 | 183  |  |  |
| 10 | Stati Uniti (bandiera) | G     | Jasmine Bailey      | 1990 | 173  |  |  |
| 11 | Italia (bandiera)      | A     | Emma Dal Mas        | 1999 | 188  |  |  |
| 12 | Italia (bandiera)      | G     | Francesca Beraldo   | 1999 | 170  |  |  |
| 13 | Romania (bandiera)     | C     | Florina Pașcalău    | 1982 | 193  |  |  |
| 15 | Italia (bandiera)      | P     | Angela Gianolla     | 1980 | 170  |  |  |
| 18 | Italia (bandiera)      | AC    | Maria Luisa Sbrissa | 1986 | 186  |  |  |
| 19 | Italia (bandiera)      | C     | Valentina Fabbri    | 1985 | 197  |  |  |
| 32 | Stati Uniti (bandiera) | PG    | Jori Davis          | 1989 | 175  |  |  |

## Mercato
Riconfermate le ali Marcella Filippi e Silvia Favento, il centro Valentina Fabbri, le play Angela Gianolla e Monica Tonello, e il capitano Mary Sbrissa, oltre alle giovani Claudia Amabiglia e Francesca Beraldo; rimane anche la guardia Jasmine Bailey. I trasferimenti riguardano:
| Acquisti | Acquisti         | Acquisti        | Acquisti      |
| R.       | Nome             | da              | Modalità      |
| -------- | ---------------- | --------------- | ------------- |
| GA       | Martina Fassina  | Reyer Venezia   | fine prestito |
| A        | Emma Dal Mas     | Reyer Venezia   | -             |
| C        | Florina Pașcalău | Sfantu Gheorghe | definitivo    |
| PG       | Jori Davis       | Riva-Muraltese  | definitivo    |

| Cessioni | Cessioni     | Cessioni       | Cessioni       |
| R.       | Nome         | a              | Modalità       |
| -------- | ------------ | -------------- | -------------- |
| AC       | Aija Putniņa | Nantes Rezé    | fine contratto |
| PG       | Taysha Pye   | Islas Canarias | fine contratto |

## Risultati

### Campionato

#### Girone di andata
| Napoli 3 ottobre 2015, ore 18:30 CEST 1ª giornata | San Martino | 60 – 71 (16-19; 35-33; 49-55) referto | Dike Napoli | PalaVesuvio |

| Mestre 11 ottobre 2015, ore 16:00 CEST 2ª giornata | Reyer Venezia | 81 – 52 (22-18; 40-21; 58-38) referto | San Martino | Palasport Taliercio |

| San Martino di Lupari 18 ottobre 2015, ore 18:00 CEST 3ª giornata | San Martino | 74 – 63 (21-21; 36-34; 55-48) referto | Azzurra Orvieto | Palazzetto dello Sport |

| Sesto San Giovanni 25 ottobre 2015, ore 18:00 CET 4ª giornata | GEAS | 56 – 65 (21-19; 27-28; 40-51) referto | San Martino | PalaCarzaniga |

| Vigarano Mainarda 1º novembre 2015, ore 18:00 CET 5ª giornata | Vigarano | 50 – 53 (20-12; 35-30; 39-45) referto | San Martino | PalaVigarano |

| San Martino di Lupari 8 novembre 2015, ore 18:00 CET 6ª giornata | San Martino | 65 – 58 (25-15; 38-24; 52-41) referto | PB63 Battipaglia | Palazzetto dello Sport |

| Cagliari 14 novembre 2015, ore 20:30 CET 7ª giornata | CUS Cagliari | 69 – 65 (17-14; 36-31; 52-52) referto | San Martino | PalaCus |

| San Martino di Lupari 29 novembre 2015, ore 18:00 CET 8ª giornata | San Martino | 73 – 59 (19-15; 29-27; 53-34) referto | Basket Parma | Palazzetto dello Sport |

| Lucca 6 dicembre 2015, ore 18:00 CET 9ª giornata | Le Mura Lucca | 74 – 57 (27-19; 43-40; 60-49) referto | San Martino | PalaTagliate |

| Arbitri: | Giampaolo Marota (Ascoli Piceno) Elena Colazzo (Milano) Marcello Callea (Porto Torres) |

|            |          |                             |
| Brunson 19 | Punti    | 18 Bailey                   |
| Brunson 2  | Assist   | 3 Bailey, Gianolla, Tonello |
| Brunson 11 | Rimbalzi | 7 Bailey                    |

| Arbitri: | Alex D'Amato (Roma) Silvia Marziali (Roma) Alessio Sansone (Aprilia) |

|            |          |             |
| Bailey 21  | Punti    | 30 Anderson |
| Gianolla 7 | Assist   |             |
| Bailey 7   | Rimbalzi | 10 Smith    |

| Arbitri: | Francesco Terranova (Ferrara) Daniele Alfio Foti (Milano) Chiara Maria Agnese Vanzini (Milano) |

|                   |          |            |
| (4 giocatrici) 14 | Punti    | 9 Gianolla |
| Battisodo 5       | Assist   |            |
| Yacoubou 13       | Rimbalzi | 7 Favento  |

| Arbitri: | Matteo Boninsegna (Milano) Andrea Chersicla (Oggiono) Mattia Eugenio Martellosio (Buccinasco) |

|            |          |              |
| Bailey 23  | Punti    | 17 Simmons   |
| Gianolla 6 | Assist   | 3 Simmons    |
| Bailey 11  | Rimbalzi | 12 Agunbiade |

#### Girone di ritorno
| Arbitri: | Alberto Scrima (Catanzaro) Pasquale Pecorella (Trani) Michele Capurro (Reggio Calabria) |

|            |          |                     |
| Davis 15   | Punti    | 16 Achonwa, Burdick |
| Gianolla 8 | Assist   |                     |
| Favento 7  | Rimbalzi | 7 Achonwa           |

| Arbitri: | Claudio Di Toro (Perugia) Alessandro Costa (Livorno) Duccio Maschio (Firenze) |

|                  |          |                         |
| Bailey, Davis 16 | Punti    | 30 Christmas            |
| Gianolla 7       | Assist   | 3 Formica, Růžičková    |
| Pașcalău 9       | Rimbalzi | 9 Christmas, Fontenette |

| Arbitri: | Gianluca Capotorto (Palestrina) Alessandro Saraceni (Zola Predosa) Vito Modesto Stoppa (Ferrara) |

|              |          |                      |
| Ivezić 24    | Punti    | 18 Davis 17 Pașcalău |
| Baldelli 7   | Assist   | 3 Filippi, Gianolla  |
| Wicijowski 7 | Rimbalzi | 7 Bailey             |

| Arbitri: | Chiara Maschietto (Treviso) Silvia Marziali (Roma) Daniela Bellamio (Latina) |

|            |          |                  |
| Favento 18 | Punti    | 19 Brown         |
| Gianolla 9 | Assist   | 2 Brown, Kacerik |
| Bailey 16  | Rimbalzi | 9 Correal        |

| San Martino di Lupari 7 febbraio 2016, ore 18:00 CET 18ª giornata | San Martino | 84 – 52 (22-9; 48-21; 67-28) referto | Vigarano | Palazzetto dello Sport |

| Battipaglia 28 febbraio 2016, ore 18:00 CET 19ª giornata | PB63 Battipaglia | 73 – 75 (30-21; 39-49; 58-61) referto | San Martino | PalaZauli |

| San Martino di Lupari 3 marzo 2016, ore 20:30 CET 20ª giornata | San Martino | 73 – 67 (21-21; 40-29; 59-51) referto | CUS Cagliari | Palazzetto dello Sport |

| Parma 6 marzo 2016, ore 18:00 CET 21ª giornata | Basket Parma | 65 – 72 (19-15; 32-34; 53-53) referto | San Martino | PalaCiti |

| San Martino di Lupari 13 marzo 2016, ore 18:00 CET 22ª giornata | San Martino | 63 – 65 (d.1t.s.) (11-21; 31-35; 44-50; 55-55) referto | Le Mura Lucca | Palazzetto dello Sport |

| San Martino di Lupari 20 marzo 2016, ore 18:00 CET 23ª giornata | San Martino | 54 – 69 (11-6; 19-30; 38-56) referto | Eirene Ragusa | Palazzetto dello Sport |

| Moncalieri 26 marzo 2016, ore 20:30 CET 24ª giornata | Pall. Torino | 62 – 71 (9-10; 22-30; 41-47) referto | San Martino | PalaEinaudi |

| San Martino di Lupari 13 febbraio 2016, ore 18:00 CET 25ª giornata | San Martino | 63 – 73 (18-23; 37-41; 49-55) referto | Famila Schio | Palazzetto dello Sport |

| Umbertide 10 aprile 2016, ore 18:00 CEST 26ª giornata | Umbertide | 60 – 54 (15-11; 29-26; 42-34) referto | San Martino | PalaMorandi |

#### Play-off

##### Primo turno
| Arbitri: | Silvia Marziali (Roma) Daniela Bellamio (Latina) Valentina Del Monaco (Maddaloni) |

|                                    |          |           |
| Dietrick 17                        | Punti    | 17 Davis  |
| Dietrick, Mancinelli, Wicijowski 3 | Assist   | 3 Davis   |
| Dietrick, Mancinelli 6             | Rimbalzi | 10 Bailey |

| Arbitri: | Umberto Tallon (Bologna) Veronica Restuccia (Bologna) Chiara Maria Agnese Vanzini (Milano) |

|                      |          |               |
| Sbrissa 17           | Punti    | 14 Wicijowski |
| Gianolla, Pașcalău 4 | Assist   |               |
| Davis 6              | Rimbalzi | 13 Wicijowski |

##### Quarti di finale
| Arbitri: | Daniela Bellamio (Latina) Marco Marton (Conegliano) Guido Giovannetti (Terni) |

|                           |          |                       |
| Christmas 27              | Punti    | 17 Gianolla 16 Bailey |
| Christmas 6               | Assist   | 4 Gianolla            |
| Christmas 11 Růžičková 10 | Rimbalzi | 8 Bailey              |

| Arbitri: | Gabriele Gagno (Treviso) Damiano Capozziello (Brindisi) William Raimondo (Roma) |

|            |          |                             |
| Bailey 17  | Punti    | 18 Christmas 17 Růžičková   |
| Gianolla 5 | Assist   | 2 Carangelo, Christmas, Pan |
| Bailey 10  | Rimbalzi | 12 Christmas                |

## Statistiche

### Statistiche di squadra
| Competizione | Punti | In casa | In casa | In casa | In casa | In casa | In trasferta | In trasferta | In trasferta | In trasferta | In trasferta | Totale | Totale | Totale | Totale | Totale | Totale |
| Competizione | Punti | G       | V       | P       | Ptf     | Pts     | G            | V            | P            | Ptf          | Pts          | G      | V      | P      | Ptf    | Pts    | Diff.  |
| ------------ | ----- | ------- | ------- | ------- | ------- | ------- | ------------ | ------------ | ------------ | ------------ | ------------ | ------ | ------ | ------ | ------ | ------ | ------ |
| Serie A1     | 28    | 14      | 9       | 5       | 989     | 896     | 12           | 5            | 7            | 740          | 817          | 26     | 14     | 12     | 1729   | 1713   | +16    |
| Play-off     |       | 2       | 1       | 1       | 141     | 130     | 2            | 1            | 1            | 144          | 140          | 4      | 2      | 2      | 285    | 270    | +15    |
| Totale       | 28    | 16      | 10      | 6       | 1130    | 1026    | 14           | 6            | 8            | 884          | 957          | 30     | 16     | 14     | 2014   | 1983   | +31    |

### Andamento in campionato
| Giornata  | 1 | 2  | 3 | 4 | 5 | 6 | 7 | 8 | 9 | 10 | 11 | 12 | 13 | 14 | 15 | 16 | 17 | 18 | 19 | 20 | 21 | 22 | 23 | 24 | 25 | 26 |
| --------- | - | -- | - | - | - | - | - | - | - | -- | -- | -- | -- | -- | -- | -- | -- | -- | -- | -- | -- | -- | -- | -- | -- | -- |
| Luogo     | C | T  | C | T | T | C | T | C | T | T  | C  | T  | C  | C  | C  | T  | C  | C  | T  | C  | T  | C  | C  | T  | C  | T  |
| Risultato | P | P  | V | V | V | V | P | V | P | P  | V  | P  | V  | V  | P  | P  | V  | V  | V  | V  | V  | P  | P  | V  | P  | P  |
| Posizione | 9 | 11 | 7 | 7 | 6 | 5 | 5 | 5 | 6 | 6  | 6  | 7  | 6  | 5  | 5  | 5  | 5  | 5  | 5  | 5  | 5  | 5  | 5  | 5  | 5  | 5  |

Legenda:

Luogo: C = Casa; T = Trasferta. Risultato: V = Vittoria; N = Pareggio; P = Sconfitta.

### Statistiche delle giocatrici
| Giocatrice          | Partite | Partite | Partite | Pun | Min. | Falli | Falli | Tiri da 2 | Tiri da 2 | Tiri da 2 | Tiri da 3 | Tiri da 3 | Tiri da 3 | Tiri Liberi | Tiri Liberi | Tiri Liberi | Rimbalzi | Rimbalzi | Rimbalzi | Stopp. | Stopp. | Palle | Palle | Ass | Val. | Val.  | A+dP |
| Giocatrice          | Pr      | PG      | SF      | Pun | Min. | C     | S     | R         | T         | %         | R         | T         | %         | R           | T           | %           | O        | D        | T        | D      | S      | P     | R     | Ass | Lega | OER   | A+dP |
| ------------------- | ------- | ------- | ------- | --- | ---- | ----- | ----- | --------- | --------- | --------- | --------- | --------- | --------- | ----------- | ----------- | ----------- | -------- | -------- | -------- | ------ | ------ | ----- | ----- | --- | ---- | ----- | ---- |
| Jasmine Bailey      | 30      | 29      | 27      | 404 | 849  | 75    | 155   | 134       | 239       | 56,1      | 12        | 48        | 25,0      | 100         | 134         | 74,6        | 75       | 143      | 218      | 10     | 10     | 83    | 88    | 54  | 586  | 90,13 | 59   |
| Jori Davis          | 30      | 29      | 12      | 330 | 776  | 63    | 105   | 99        | 211       | 46,9      | 16        | 55        | 29,1      | 84          | 107         | 78,5        | 34       | 135      | 169      | 1      | 8      | 91    | 53    | 65  | 387  | 77,03 | 27   |
| Florina Pașcalău    | 30      | 23      | 9       | 243 | 582  | 57    | 60    | 84        | 166       | 50,6      | 10        | 34        | 29,4      | 45          | 69          | 65,2        | 37       | 72       | 109      | 13     | 4      | 77    | 32    | 25  | 214  | 59,13 | -20  |
| Marcella Filippi    | 30      | 30      | 30      | 234 | 881  | 95    | 44    | 53        | 122       | 43,4      | 32        | 123       | 26,0      | 32          | 47          | 68,1        | 24       | 78       | 102      | 5      | 3      | 57    | 41    | 18  | 114  | 75,17 | 2    |
| Angela Gianolla     | 30      | 30      | 29      | 229 | 873  | 54    | 94    | 66        | 138       | 47,8      | 11        | 48        | 22,9      | 64          | 76          | 84,2        | 8        | 62       | 70       |        | 8      | 103   | 54    | 120 | 281  | 67,23 | 71   |
| Valentina Fabbri    | 30      | 30      | 7       | 193 | 492  | 54    | 28    | 87        | 180       | 48,3      |           |           |           | 19          | 27          | 70,4        | 43       | 68       | 111      | 12     | 5      | 53    | 24    | 11  | 166  | 73,13 | -18  |
| Silvia Favento      | 30      | 26      | 18      | 177 | 649  | 35    | 25    | 37        | 83        | 44,6      | 31        | 119       | 26,1      | 10          | 14          | 71,4        | 14       | 80       | 94       | 1      |        | 15    | 39    | 23  | 171  | 61,33 | 47   |
| Maria Luisa Sbrissa | 30      | 30      | 15      | 101 | 380  | 74    | 21    | 43        | 88        | 48,9      | 0         | 4         | 0,0       | 15          | 24          | 62,5        | 26       | 41       | 67       | 2      | 4      | 38    | 16    | 9   | 42   | 70,27 | -13  |
| Monica Tonello      | 28      | 22      | 1       | 67  | 390  | 28    | 13    | 7         | 22        | 31,8      | 17        | 47        | 36,2      | 2           | 5           | 40,0        | 4        | 11       | 15       | 2      | 3      | 20    | 27    | 9   | 34   | 69,18 | 16   |
| Martina Fassina     | 21      | 12      | 2       | 24  | 101  | 10    | 5     | 9         | 19        | 47,4      | 1         | 5         | 20,0      | 3           | 6           | 50,0        | 5        | 13       | 18       |        |        | 6     | 5     | 5   | 24   | 35,95 | 4    |
| Francesca Beraldo   | 18      | 6       |         | 7   | 39   | 1     | 3     | 2         | 4         | 50,0      | 0         | 1         | 0,0       | 3           | 3           | 100,0       | 1        | 2        | 3        | 1      |        | 3     | 3     |     | 10   | 9,89  |      |
| Claudia Amabiglia   | 22      | 3       |         | 5   | 13   | 1     |       | 1         | 3         | 33,3      | 1         | 2         | 50,0      |             |             |             |          |          |          |        |        | 1     |       |     |      | 16,68 | -1   |